# Oligarki
Oligarki är en form av styrelseskick där makten är koncentrerad till en liten grupp människor. Denna maktkoncentration kan baseras på kontroll över ekonomiska resurser, företag, religion, politik eller militären, eller andra typer av inflytande.
Oligarkier kan förekomma både som formella politiska system och som informella maktstrukturer. Både diktaturer och demokratier kan ha inslag av oligarki. Namnet kommer av den klassiska grekiskans ὀλίγος, oligos ("fåtal") och  ἄρχω, archo ("härska") och myntades i antikens Grekland.

## Typer
Aristoteles använde termen i betydelsen "styre av de rika" och ställde den i kontrast till aristokrati. Han argumenterade för att oligarki var en förvrängd form av aristokrati. I motsats till aristokrater härskar ofta oligarkerna i skymundan. Oligarki kan, när den har starka inslag av kriminalitet, ibland kallas maffiavälde. En oligarki som styrs av rika kallas också för plutokrati.
Oligarki kan uppstå i politiska system med eller utan demokratiska inslag. Oligarker styr ibland i formellt demokratiska system där dominerande politiker utgör en liten elit som kontrollerar ekonomiska nyckelresurser och har omfattande personliga nätverk. Ofta används nya demokratiska stater som exempel på detta men det kan även finnas tendenser till oligarki i etablerade demokratiska stater.
I vissa fall kallas även en parlamentarisk demokrati för oligarki, då man genom folkval bestämt vilka fåtal individer som ska fatta beslut åt allmänheten i en enskild sluten grupp.[källa behövs]

## Exempel
En av de mest kända oligarkierna är Ryssland, som har styrts av olika former av oligarkier sedan åtminstone 1400-talet. I det postsovjetiska Ryssland är ett antal mäktiga företagsägare och finansmän allmänt kända som "oligarkerna".
Iran är en oligarki som styrs av religiösa ledare. Politiken i Iran sker inom ramen för en islamisk teokrati som bildades efter att landets tusenåriga monarki störtades i samband med revolutionen 1979.
Kina kallas ofta en oligarki, eftersom makten i flera decennier har legat hos ett fåtal. Landets maktstrukturer sträcker sig från kommunistpartiets revolutionärer från 1949 till deras efterföljare, som blev mäktiga och rika efter att Kina öppnade sig för den globala marknaden på 1980-talet. Samtidigt har majoriteten av medborgarna begränsad makt och frihet.
USA har av flera forskare och kommentatorer beskrivits som ett exempel på en demokratisk stat med tendenser till oligarki. Detta till stor del på grund av det amerikanska systemet för politiska donationer. Nationalekonomen Simon Johnson har sagt att framväxten av en amerikansk finansiell oligarki blev särskilt framträdande efter finanskrisen 2008. Den tidigare presidenten Jimmy Carter argumenterade 2015 att USA blivit en "oligarki med obegränsade politiska mutor" efter Högsta domstolens beslut i målet Citizens United v. FEC från 2010, vilket tog bort begränsningarna för donationer till politiska kampanjer. I sitt avskedstal till nationen 2024 sade Joe Biden att ”Idag är en oligarki på väg att skapas i USA med extrem rikedom och stor makt, som hotar vår demokrati.”